# Cristina Seguí
Cristina Seguí García (Valencia, 14 de marzo de 1978) es una activista política de derechas y escritora española. Saltó a la palestra pública en 2014 como cofundadora del partido político Vox, cuya militancia abandonó unos meses después. Ha mantenido desde entonces una presencia destacada en redes sociales y plataformas comunicativas, donde su actitud combativa le ha llevado a verse involucrada en diversos procesos judiciales.

## Biografía
Nació en Valencia el 14 de marzo de 1978.
Profesionalmente ha trabajado como azafata, traductora y diseñadora gráfica, antes de comenzar a ser conocida por sus incursiones en política y en prensa. Sus primeros pasos en  política los dio en manifestaciones contra el aborto.
Participó en la fundación de Vox en 2014, llegando a liderar de forma efímera dicho partido en Valencia. Pero el 6 de noviembre de 2014 anunció su dimisión como presidenta del partido en Valencia y su abandono de militancia.
 Cristina Seguí dimitió de la  rama ejecutiva de Vox tras acusar que José Luis González Quirós se había enriquecido irregularmente con fondos públicos tras las denuncias de corrupción que sacudieron a varios miembros del partido.
Se mostró crítica con la estrategia del partido, ha continuado no obstante defendiendo algunos de sus postulados.
Ha colaborado en el medio online Okdiario, ha participado también como analista política en programas de televisión sobre actualidad política como Cuatro al día y Todo es mentira de la cadena Cuatro; de este último fue expulsada por su director Risto Mejide tras negarse a retractarse por llamar a Beatriz Talegón «la Monica Lewinsky de Puigdemont» y «gentuza» .Colaboró con Frank Cuesta en la serie Carretera Salvaje, emitida en la plataforma Youtube.
Seguí es también presidenta de Gobiérnate, asociación que en 2022 demandó a una docena de funcionarios y técnicos de la Consejería de Igualdad y Políticas Inclusivas de la Generalidad Valenciana, por considerar que dieron protección al educador Luis Eduardo Ramírez Icardi —en el momento de los hechos todavía marido de la exvicepresidenta valenciana Mónica Oltra—, procesado y condenado por abusos sexuales a una menor tutelada de 14 años. La menor que denunció los abusos, apoyada en un primer momento por Cristina Seguí y el dirigente del partido España 2000 José Luis Roberto, afirmó posteriormente que le ofrecieron casa y trabajo (promesa incumplida) por implicar también a Oltra. En abril de 2024 el juez acordó el «sobreseimiento provisional de la investigación» en la causa contra Mónica Oltra —por la que se vio obligada a dimitir— ya que «no se ha acreditado, ni siquiera al nivel propio de los indicios, que Oltra, ni cualquier otra persona de la Consellería, dirigiera orden, instrucción, consigna o indicación alguna a los investigados».No obstante, en junio de 2024 la Audiencia Provincial de Valencia reabrió la causa y en un auto consideró que debía ser en el juicio oral donde se tenía que dilucidar si hubo infracción penal a consecuencia de la actuación de Oltra y de su departamento. La Audiencia consideró plausible la hipótesis de que las personas bajo cuya tutela y protección se encontraba la menor habrían pretendido ocultar el abuso sexual valiéndose de un informe ficticio y no denunciando los hechos ni protegiéndola al reincorporar al educador que había cometido los abusos a su puesto de trabajo en el centro de acogida.
En junio de 2022 la fiscalía abrió una investigación sobre un video que difundió de unas menores que fueron víctimas de una violación grupal en Burjasot por determinar si constituía un delito contra la intimidad y una revelación de secretos.Y en diciembre de 2023 pidió cuatro años de cárcel por difundir el vídeo.En junio de 2024 fue juzgada por  los delitos de revelación de secretos, con la agravante de género y contra la integridad moral, y le reclamaron una indemnización de 15.000 euros, mientras que la acusación particular elevó esta petición a los 50.000 euros. Finalmente, en julio de ese mismo año fue condenada  por el juzgado de lo penal número 10 de Valencia a 15 meses de prisión y a pagar 12 000 euros de responsabilidad civil y una multa de 10 euros durante tres meses por un delito contra la integridad moral y otro de descubrimiento y revelación de secretos.
En noviembre de 2022 un juzgado de Madrid la condenó a indemnizar con 6000 euros al exministro José Luis Ábalos por insultarlo y difamarlo en Twitter. A pesar de presentar un recurso, en mayo de 2024 fue desestimado. Finalmente en diciembre de 2024 el Tribunal Supremo la condena en firme a pagar dicha multa y pagar las costas de todo el procedimiento.
En mayo de 2023 es investigada por un juez por injurias a Rubén Sánchez, secretario general de Facua.
En julio de 2024 es juzgada por tres delitos contra la intimidad con la agravante de discriminación por orientación sexual. La Fiscalía pidió 4 años y medio de prisión por revelar datos de una menor acogida por un matrimonio homosexual.
En marzo de 2025 fue condenada a pagar 1800 euros por un delito de injurias graves en X y en el programa Estado de Alarma al acusar a Plus Ultra Líneas Aéreas, entre otras mentiras, de blanquear dinero del narcotráfico.

## Vida personal
Divorciada de su primer matrimonio, en 2014 mantuvo una relación sentimental con Javier Ortega Smith. Volvió a casarse en marzo de 2020.

## Obras
- — (2019). Manual para defenderte de una feminazi. Editorial Samarcanda. ISBN 9788417672454.
- — (2021). La mafia feminista. Homo Legens. ISBN 978-84-18162-70-1.